# انبه (سرده)
انبه (نام علمی: Mangifera) نام یک سرده از تیره پسته‌ایان است.